# Flammoconcha
Flammoconcha är ett släkte av snäckor. Flammoconcha ingår i familjen Charopidae.
Kladogram enligt Catalogue of Life:
| Flammoconcha | \| \| Flammoconcha compressivoluta \| \| \| \| \| \| Flammoconcha cumberi \| \| \| \| \| \| Flammoconcha stewartensis \| \| \| \| |
|              | \| \| Flammoconcha compressivoluta \| \| \| \| \| \| Flammoconcha cumberi \| \| \| \| \| \| Flammoconcha stewartensis \| \| \| \| |
|              | Flammoconcha compressivoluta |
|              | |
|              | Flammoconcha cumberi |
|              | |
|              | Flammoconcha stewartensis |
|              | |